# Otar Pacacija
Otar Pacacija (Gruzínsky: ოთარ ფაცაცია) (15. května 1929 Zugdidi, západní Gruzie – 9. prosince 2021) byl gruzínský politik.
Studia zakončil titulem inženýra ekonomie. Od roku 1992 do roku 1999 působil po dobu dvou funkčních obdobích v parlamentu a od 20. srpna 1993 do 5. října 1995 vykonával funkci premiéra. Během let 1995 až 1999 byl členem rozpočtového parlamentního výboru a dočasně zřízené parlamentní komise pro podporu národní jednoty. Během své kariéry nebyl členem žádné politické strany, ale v době parlamentních voleb stál na kandidátce Svazu Občanů Gruzie.

## Vyznamenání
- Leninův řád – Sovětský svaz
- Řád rudého praporu práce – Sovětský svaz
- Řád odznaku cti – Sovětský svaz
- Řád Vachtanga Gorgasaliho I. třídy – Gruzie
- Řád cti – Gruzie